# Salpis virgata
Salpis virgata är en fjärilsart som beskrevs av Frederick H. Rindge 1971. Salpis virgata ingår i släktet Salpis och familjen mätare. Inga underarter finns listade.